# ÖBB 2095
Die Reihe 2095 der Österreichischen Bundesbahnen (ÖBB) ist eine Reihe vierachsiger Schmalspur-Diesellokomotiven für 760 mm Spurweite.

## Geschichte
Die 15 Lokomotiven für die Spurweite 760 mm wurden ab 1958 von der Firma Simmering-Graz-Pauker (SGP, heute Siemens) als Werkstyp LDH 600s in der Lokomotivfabrik Floridsdorf gebaut. Sie ersetzten einen großen Teil der bis dahin noch auf mehreren Strecken unentbehrlichen Dampflokomotiven. Durch ihre robuste Konstruktion und ihre universelle Verwendbarkeit waren sie auf allen zum damaligen Zeitpunkt von den ÖBB betriebenen Schmalspurbahnen mit Ausnahme der Vellachtalbahn und der Steyrtalbahn anzutreffen.
Die Lokomotiven sind auf den Schmalspurbahnen Zell am See – Krimml (Pinzgauer Lokalbahn) und auf der Mariazellerbahn und wurden bis zu ihrer Einstellung auf deren Zweigstrecke, sowie auf der ebenfalls eingestellten Ybbstalbahn eingesetzt. Auch auf den nur noch im Tourismusverkehr betriebenen Waldviertler Schmalspurbahnen sind sie als Ergänzung zum Dampfbetrieb anzutreffen. Weiters war die Reihe bei der 1985 eingestellten Bregenzerwaldbahn im Einsatz. Bei einem Probebetrieb auf der Rhodopenbahn in Bulgarien erwiesen sich die Loks als zu schwach.

## Verbleib

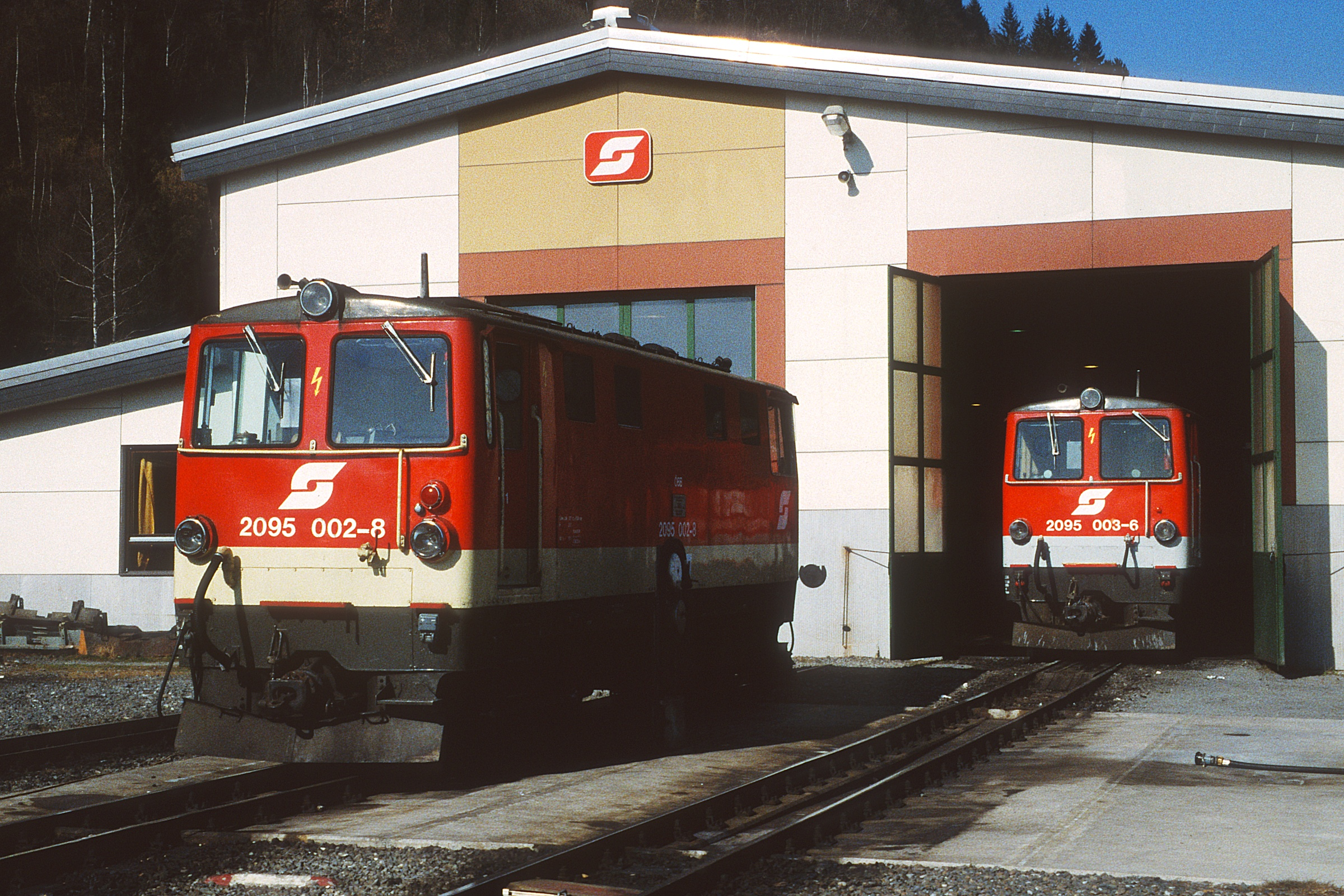
Die am 2. Juli 2005 verunglückten Lokomotiven 2095 002-8 und 2095 003-6, im Depot der Pinzgaubahn in Zell am See-Süd, 1998

2095.02 und 03 wurden bei einem Frontalzusammenstoß auf der Pinzgauer Lokalbahn am 2. Juli 2005 so schwer beschädigt, dass sie nach Abschluss der Ermittlungen zum Unfallhergang ausgemustert wurden. Die anderen Loks befanden sich noch im Bestand der ÖBB bzw. wurden in drei Exemplaren von der Salzburger Lokalbahn übernommen, die sie als Vs 71–73 auf der seit 1. Juli 2008 dem Land Salzburg gehörenden Pinzgauer Lokalbahn einsetzt. Alle bei den ÖBB verbliebenen Lokomotiven wurden 2010 an die Niederösterreichische Verkehrsorganisationsgesellschaft abgegeben, die einen Teil der Lokomotiven später weiterveräußerte. 2095.08 kam von der NÖVOG 2014 ebenfalls zur Pinzgauer Lokalbahn, 2095.13 wurde 2015 an die Bregenzerwald-Museumsbahn abgegeben, wo sie vor Touristenzügen im Einsatz steht. 2020/2021 erhielten die auf der Mariazellerbahn eingesetzten Loks V9, V10 und V15 eine Ausbesserung, wo sie in einem blau-gelben Design lackiert wurden, LED-Scheinwerfer erhielten und komplett aufgearbeitet wurden.
2095.11 und 2095.14 wurden am 8. Juli 2015 nach Rumänien zur CFI Brad transportiert, wo sie nichtbetriebsfähig abgestellt sind.

## Technische Merkmale

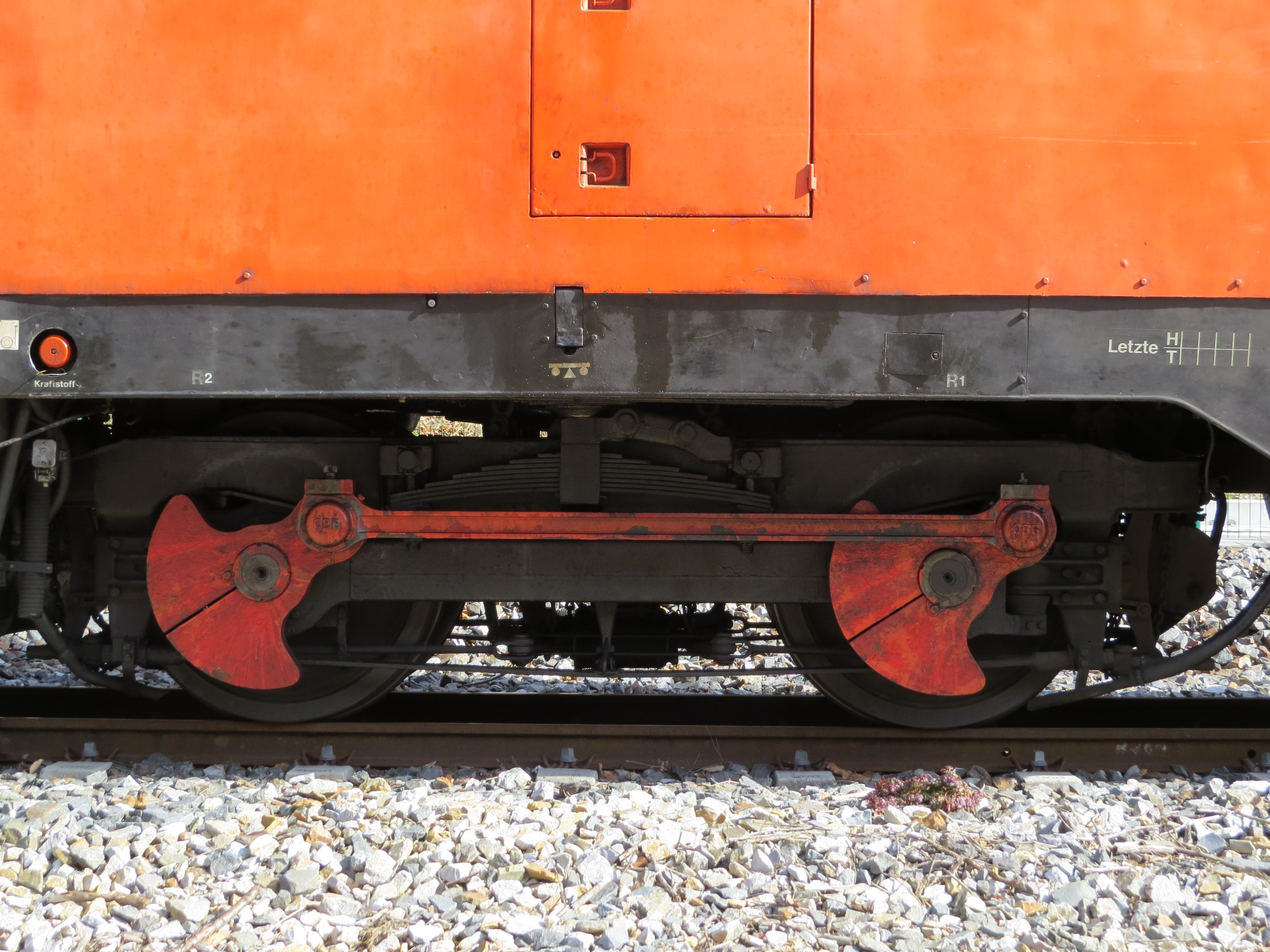
Stangenantrieb der 2095

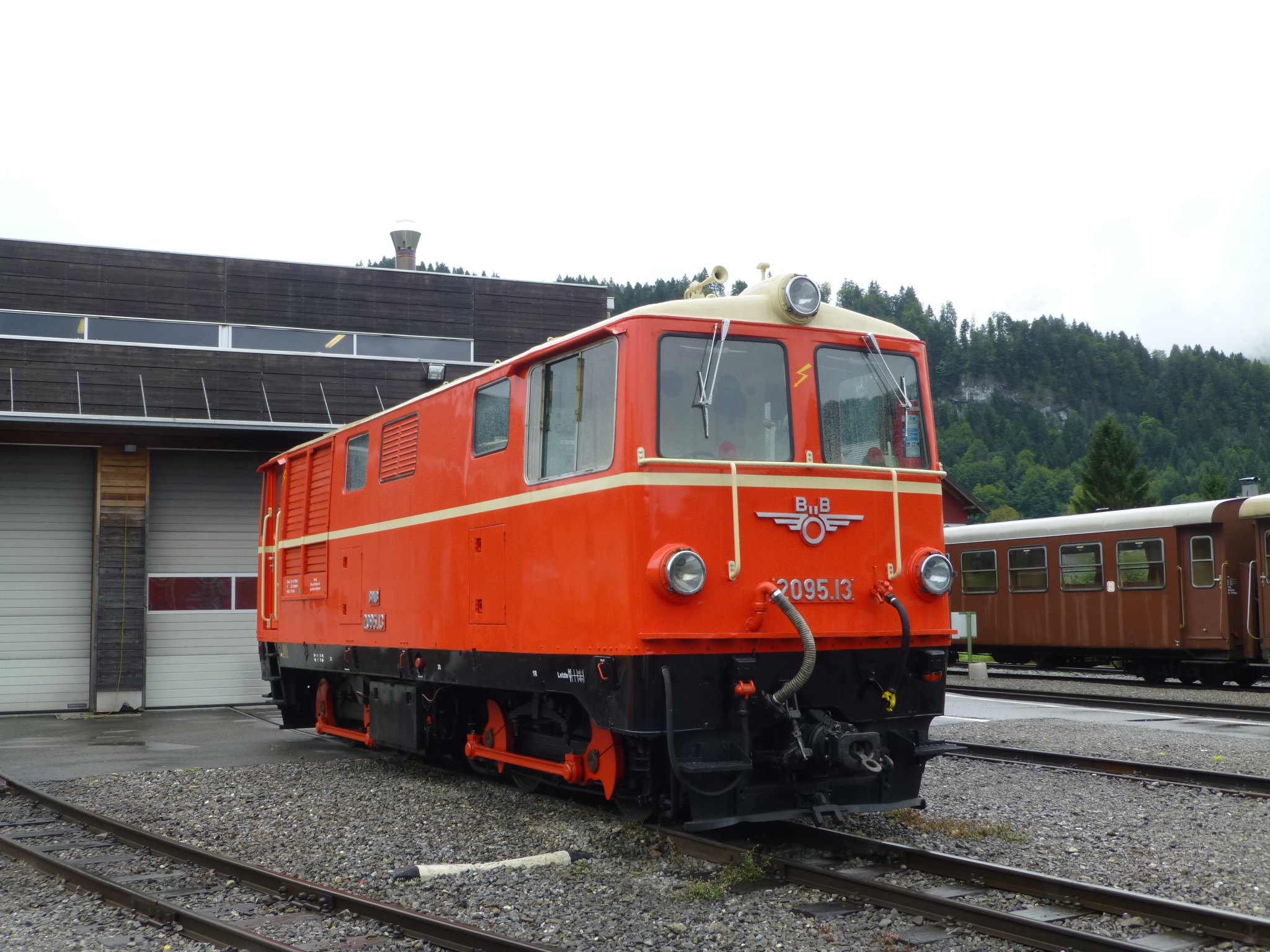
2095 013 im Bahnhof Bezau, September 2017

Der Zwölfzylindermotor entstammt der Bauart S 12a von SGP, der mit geringerer Höchstdrehzahl auch in den ÖBB-Dieseltriebfahrzeugen der Reihen 2045, 5045, 5145, 5046 und 5146 eingebaut war. So wie bei der Reihe 2067 ist er auch bei den 2095 auf eine Drehzahl von 1500/min und eine Leistung von 447 kW (600 PS) eingestellt.
Anders als bei der Reihe 2067 wurde die Motorsteuerung mit Ausnahme der Änderung der Steuerspannung nahezu unverändert von den Triebwagenreihen übernommen, Die Starteinrichtung ist allerdings mit jener der Reihe 2067 identisch.
Über ein zweistufiges Voith-Turbogetriebe, welches eine verstärkte Ausführung jenes Getriebes der Reihen 5045, 5145, 5046 und 5146 ist, werden die äußeren Radsätze angetrieben, von da aus die inneren über Kuppelstangen.
Die drei ersten Lokomotiven hatten einen Dampfheizkessel für die Zugheizung, diese wurden 1967/68 ausgebaut, da die Reisezugwagen inzwischen mit Webasto-Heizungen ausgerüstet waren. Dadurch bedingt ist die Maschinenraumaufteilung und Lüfteranordnung unterschiedlich. Als Bremse ist eine indirekte Druckluftbremse und eine Saugluftbremse kombiniert. Durch den durch die Position von Motor und Getriebe hohen Schwerpunkt in Kombination mit der engen Spurweite neigten die Loks in Bögen leicht zum Kippen. Zusätzlich ist auch eine direkt wirkende Lokbremse vorhanden. Bei einigen Loks wurden Schlussleuchten oberhalb des jeweils linken Scheinwerfers bzw. bei der Lok 09 anstelle eines Makrofons nachgerüstet.

## Farbgebung
Zunächst waren die Lokomotiven zweifarbig lackiert: sandgelb/karminrot (01), beige/karminrot (02/03), elfenbein/blutorange (04–10). Ab 1965 wurde der Wagenkasten blutorange lackiert. Die mittige Chromzierleiste wurde mit den Jahren durch einen elfenbeinfarbigen Streifen ersetzt. Ab 1987 erhielten die Lokomotivkästen am unteren Rand des Kastens eine breiten Streifen in Elfenbein später Achatgrau, dafür entfiel der mittige Streifen. Ab 1990 wurden die Wagenkästen in Verkehrsrot lackiert. Bereits zu ÖBB-Zeiten wurden einzelne Loks in historische Farbgebungen zurücklackiert. Ab 2020 wurde bei der Mariazellerbahn die Loks V 9, V 10 und V 15 (ehemals 2095.09, 10 und 15) in Blau mit aluminiumgrauen Dach, gleichfarbiger Zierlinie in der Mitte und kleiner gelber Bauchbinde lackiert. Diese Lackierungsvariante entspricht einem historischen Werksentwurf von SGP.

## Lokliste
| ÖBB-Nummer | Aktuelle Nummer | Verbleib                                        | Zustand      | Aktuelle Lackierung   |
| ---------- | --------------- | ----------------------------------------------- | ------------ | --------------------- |
| 2095.01    | Vs 71 / 2095.01 | Pinzgauer Lokalbahn                             | in Betrieb   | karminrot/sandgelb    |
| 2095.02    |                 | Unfall 2005                                     | verschrottet |                       |
| 2095.03    |                 | Unfall 2005                                     | verschrottet |                       |
| 2095.04    | Vs 72 / 2095.04 | Pinzgauer Lokalbahn                             | in Betrieb   | llutorange            |
| 2095.05    | V 5             | Növog, Waldviertelbahn                          | in Betrieb   | karminrot/Elfenbein   |
| 2095.06    | Vs 73           | Pinzgauer Lokalbahn, vermietet an Zillertalbahn | in Betrieb   | PLB rubinrot          |
| 2095.07    | V 7             | Növog, Waldviertelbahn                          | in Revision  | verkehrsrot/elfenbein |
| 2095.08    | Vs 74           | Pinzgauer Lokalbahn                             | in Betrieb   | verkehrsrot/elfenbein |
| 2095.09    | V 9             | Növog, Mariazellerbahn                          | in Betrieb   | blau/gelb             |
| 2095.10    | V 10            | Növog, Mariazellerbahn                          | in Betrieb   | blau/gelb             |
| 2095.11    |                 | CFI Brad Rumänien                               | abgestellt   | verkehrsrot/elfenbein |
| 2095.12    | V 12            | Növog, Waldviertelbahn                          | in Betrieb   | blutorange            |
| 2095.13    | 2095.13         | Wälderbähnle                                    | in Betrieb   | blutorange            |
| 2095.14    |                 | CFI Brad Rumänien                               | abgestellt   | verkehrsrot/elfenbein |
| 2095.15    | V 15            | Növog, Mariazellerbahn                          | in Betrieb   | blau/gelb             |